# Aerocist

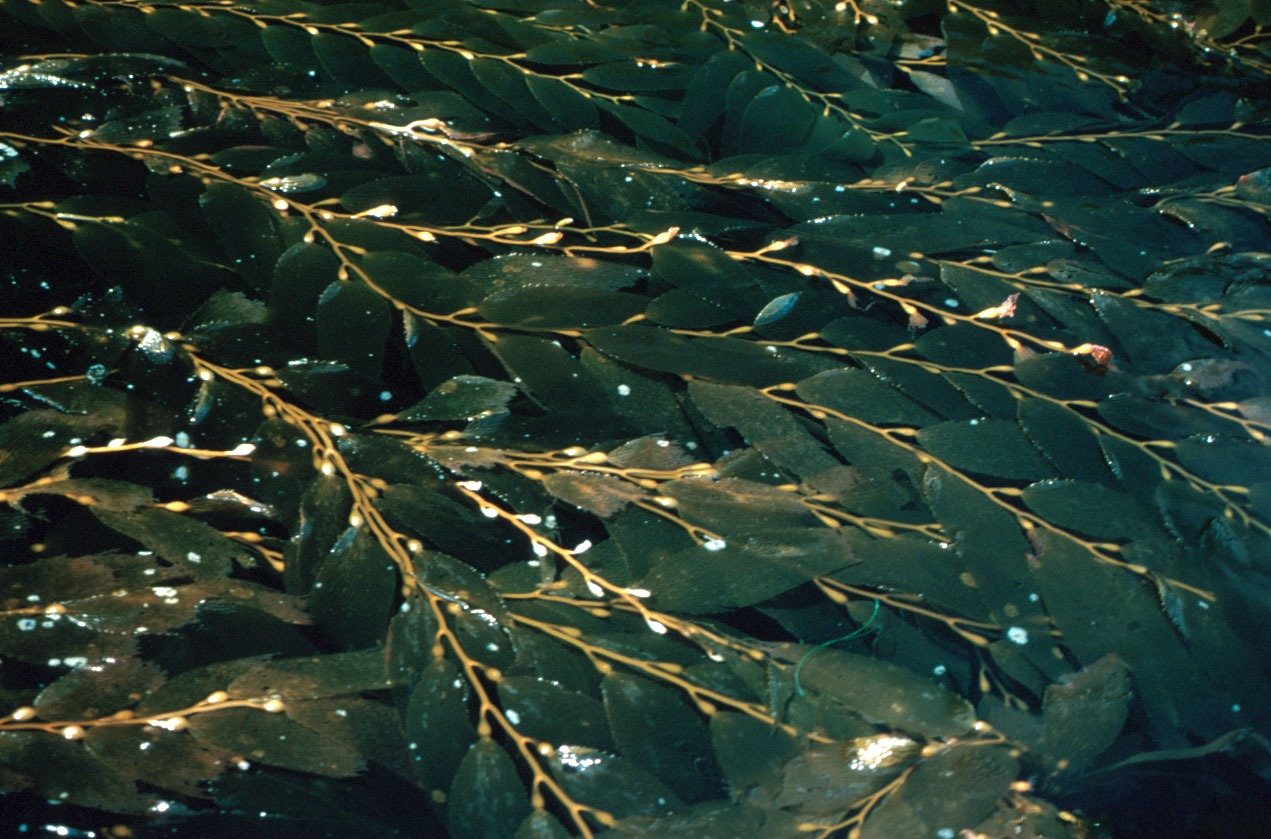
Macrocystis pyrifera amb molts aerocists

En botànica, un aerocist és una vesícula que conté gas i que fa de flotador en algunes algues, sovint en les algues brunes o feòfits. Un sol individu pot tenir molts aerocists. En proporcionar flotabilitat, els aerocists permeten que els tal·lus s'aixequin cap a la superfície, de manera que poden rebre més llum del sol per a la fotosíntesi.
Aquestes vesícules flotants són freqüents en els sargassos i els fucus. El conegut Fucus vesiculosus, per exemple, presenta aerocists pseudoglobulars a l'extrem dels tal·lus laminars.
La proporció de gasos dels aerocists s'ajusta per a equilibrar-se amb l'aire o l'aigua. Poden contenir O₂, CO₂ i CO.